# 橋本涼
橋本 涼（はしもと りょう、2000年10月30日 - ）は、日本のアイドル、タレント、俳優。ジュニア内男性アイドルグループ・B&ZAIのメンバーであり、元HiHi Jetsのメンバー。愛称は、はしもっちゃん。
神奈川県出身。STARTO ENTERTAINMENT所属。

## 来歴
幼稚園の頃からジャニーズ事務所に入ることが夢で、『DREAM BOYS』を見て亀梨和也に憧れるようになる。2009年7月19日にジャニーズ事務所に入所。同年12月2日、スノープリンス合唱団のメンバーとして『スノープリンス』でCDデビュー。
2015年10月26日、舞台『JOHNNYS' World』の制作会見にて、井上瑞稀・羽場友紀・猪狩蒼弥と共にHiHi Jetの結成が発表され、メンバーに選ばれる。
2019年春に堀越高等学校を卒業。同年9月10日、12月末まで芸能活動を自粛することが公式サイトで発表された。2020年1月1日より活動を再開。
2023月4月放送のテレビドラマ『墜落JKと廃人教師』で連続ドラマ単独初主演をつとめ、2024年6月には続編となる『墜落JKと廃人教師 Lesson2』も放送された。
2025年2月16日にHiHi Jetsが事実上の解散。新グループB&ZAIの結成が発表され、メンバーに選ばれる。

## 人物
一級船舶免許・大型特殊免許を所持している。
普段から自炊しており、ジュニア随一の料理好きとも言われる。

## 出演
グループでの出演はスノープリンス合唱団#出演およびHiHi Jets#出演、B&ZAIを参照。個人での出演のみ記載。

### テレビドラマ
- 斉藤さん2（2013年7月13日 - 9月21日、日本テレビ） - 山内拓海 役[17]
- 特命おばさん検事! 花村絢乃の事件ファイル（2014年9月3日、テレビ東京） - 上田和也 役
- 盲目のヨシノリ先生〜光を失って心が見えた〜（2016年8月27日、日本テレビ） - 相田京介 役
- やっぱりおしい刑事（2021年3月7日 - 4月25日、NHK BSプレミアム） - 小河内朔流 役[18]
- 全力!クリーナーズ（2022年4月18日 - 6月20日、ABCテレビ） - 主演・榎本二郎 役（HiHi Jetsのメンバー5人で主演）[19]
- 墜落JKと廃人教師（2023年4月7日 - 6月2日、MBS） - 主演・灰葉仁 役[20]
  - 墜落JKと廃人教師 Lesson2（2024年6月19日 - 7月24日、MBS・TBS） [21]
- Maybe 恋が聴こえる（2023年10月17日 - 12月22日、TBS） - 音瀬陸 役[22]
- コールミー・バイ・ノーネーム（2025年1月10日 - 2月28日、MBS） - 村田学 役[23]
- ロンダリング（2025年7月4日 - 、関西テレビ・フジテレビ） - P.J. 役[24]

### バラエティ番組
- ジャニーズJr.ランド（2013年、BSスカパー!）[25]
- Rの法則（2016年10月 - 2018年4月、NHK）[26]

### 舞台
- 滝沢演舞城
  - 滝沢歌舞伎 2012（2012年4月8日 - 5月6日、日生劇場）[27]
  - 滝沢演舞城 2013（2013年4月7日 - 5月12日、新橋演舞場）[28]
- Johnny's Dome Theatre 〜SUMMARY〜（2012年9月8日・9日、TOKYO DOME CITY HALL）[29]
- 2015新春 JOHNNYS' World（2015年1月1日 - 27日、帝国劇場）[30]
- 劇走江戸鴉〜チャリンコ傾奇組〜（2024年10月5日 - 27日、新橋演舞場 / 11月2日 - 10日、大阪松竹座） - 主演・雁金弾七 役（井上瑞稀とダブル主演）[31][32]

### コンサート
- Live House ジャニーズ銀座〔出演者B〕（2013年5月1日・2日・8日・9日・15日・16日・29日・30日、シアタークリエ）[33]
- ジャニーズ銀座2015〔出演者A〕（2015年4月24日 - 26日・5月30日 - 6月1日、シアタークリエ）[34]
- ガムシャラ! サマーステーション〔チーム覇〕（2015年7月23日・25日・29日・8月12日・13日・15日・16日、東京・EXシアター六本木）[35]
- マイナビ サマステライブ2023 俺たちがミライだ!!（2023年8月26日、EX THEATER ROPPONGI） - PAISEN応援隊として出演[36][37]
- マイナビ サマステライブ2024 SUMMER GO！MIRAI GO！東だ！西だ！全員集合（2024年7月19日 - 28日、EX THEATER ROPPONGI）[38]